# Jean Barthélemy
Jean Barthélemy (Jemeppe-sur-Meuse (Seraing), 5 november 1932 – 15 augustus 2016) was een Belgisch architect en stedenbouwkundige. Zowel in zijn stedenbouwkundige werk als in zijn renovaties en nieuwe ensembles komt zijn interesse voor de geïntegreerde constructie tot uiting.

## Biografie
Barthélemy studeerde aan de Universiteit van Luik en behaalde daar in 1956 het diploma van burgerlijk ingenieur bouwkunde en in 1961 burgerlijk ingenieur-architect aan de Katholieke Universiteit Leuven. In 1968 stichtte hij het departement architectuur aan de polytechnische faculteit van Bergen, waar hij gedurende dertig jaar architectuurgeschiedenis en compositie doceerde.
Hij was docent aan het Centrum Raymond Lemaire aan de Katholieke Universiteit Leuven en gastdocent aan tal van buitenlandse universiteiten, expert bij de UNESCO en lid van de Klasse der Schone Kunsten van de Koninklijke Academie van België, waarvan hij tot in 1996 voorzitter was.  Hij was ook expert voor ICOMOS-UNESCO en voor de Raad van Europa. Hij was verschillende jaren voorzitter van de Koninklijke Commissie voor Monumenten en landschappen in Wallonië.
Barthélemy heeft als deskundige een belangrijke aanbreng geleverd voor de consolidatiewerken aan de toren van Pisa.
Hij kreeg meerdere onderscheidingen, waaronder de Eremedaille van Europa Nostra in 2001.
Zijn invloed op de evolutie in de stad Bergen is aanzienlijk geweest, onder meer met het Structuurplan van de stad. Hij heeft de hoogbouw in de oude stad verhinderd en de renovatie van het bouwkundige erfgoed gestimuleerd.
Barthélémy was ook schilder en tekenaar.

## Oeuvre
Onder de uitgevoerde ontwerpen van Jean Barthélémy zijn te vermelden:
- Luik, Universiteitshallen Val-Benoît - prijs Van de Ven
- Angleur, Elektriciteitscentrale
- Bergen, Gerechtsgebouw
- Bergen, Jeugdherberg
- Nijvel, Huis Scokaert

## Publicatie
Barthélemy schreef een groot aantal werken over stedenbouw, architectuur en de bescherming van het erfgoed.
- Les Cours de Justice de Mons, Editions HCD, 2007